# 사운드 블라스터 AWE64
사운드 블라스터 AWE64는 크리에이티브 테크놀로지가 개발한 ISA 사운드 카드이다. PC의 확장 카드이다. 이 카드는 1996년 11월에 첫 선을 보였다.

## 들어가기

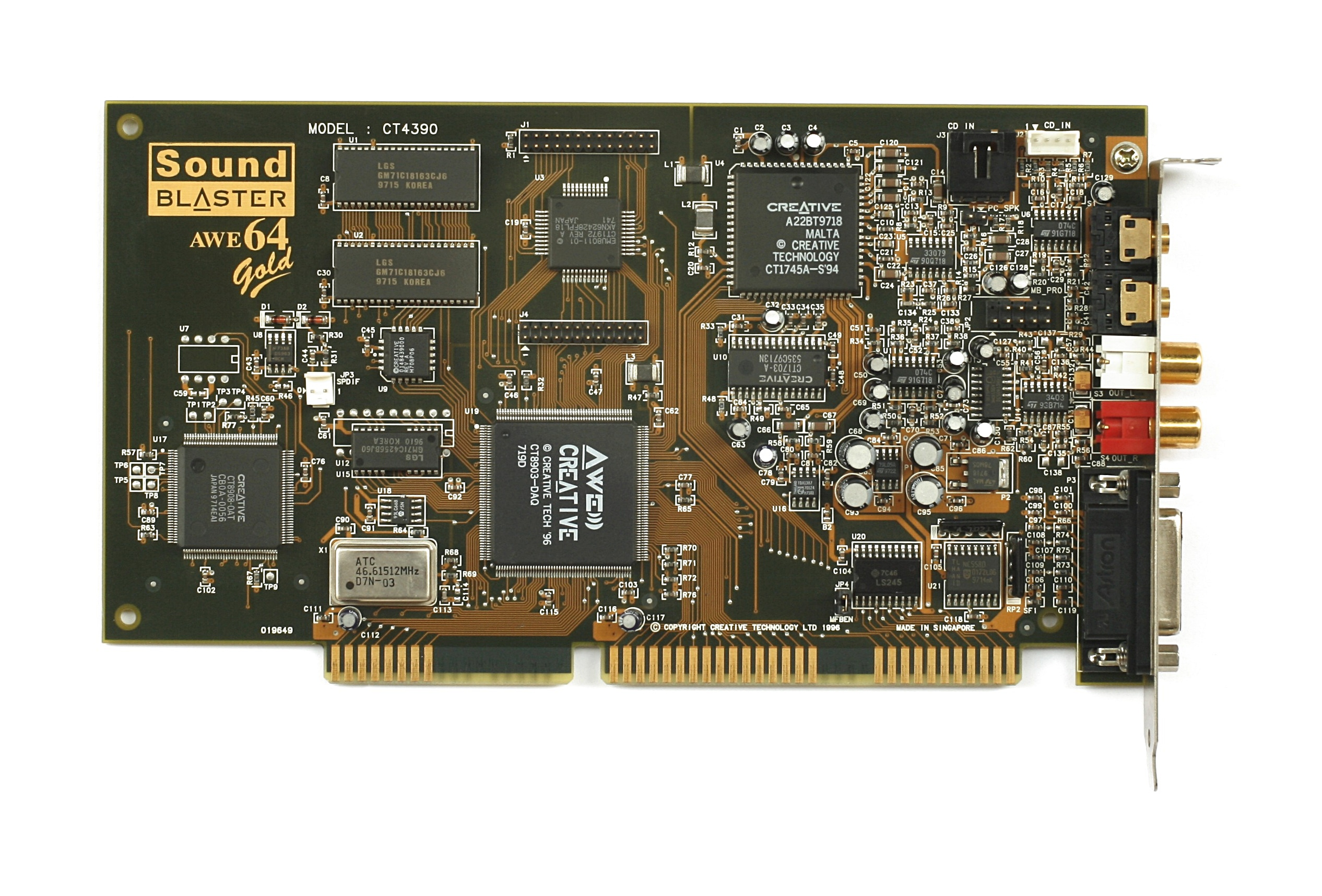
Sound Blaster AWE64 Gold.

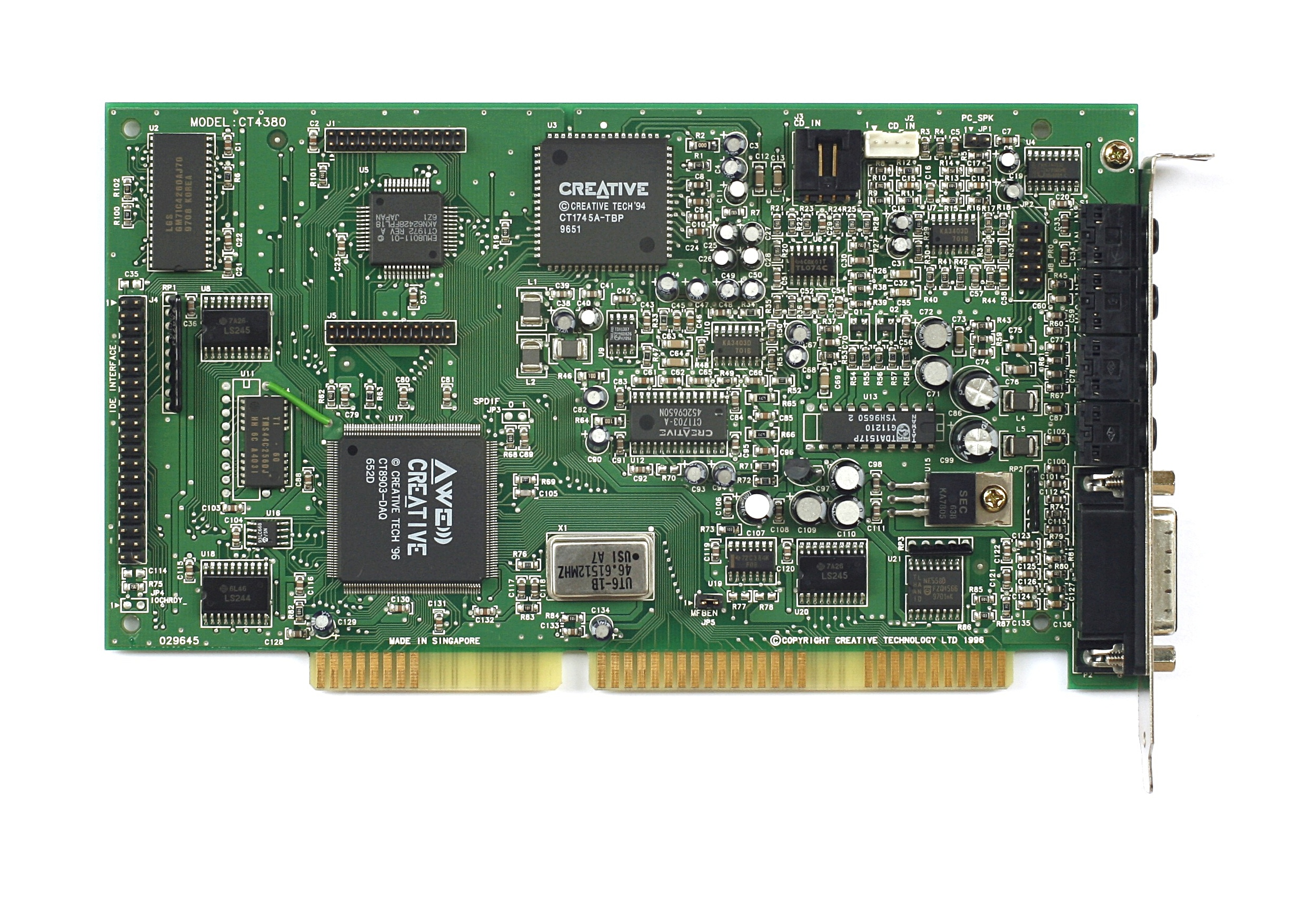
Sound Blaster AWE64 Value.

사운드 블라스터 AWE64는 전작 사운드 블라스터 AWE32보다 크기가 훨씬 작아졌다. 비슷한 기능을 제공하지만 몇 가지 개선들도 눈에 띄었다.
AWE64는 AWE32보다 더 대단한 폴리포니를 지원한다. 안타깝게도, 여기에 추가된 음성들은 시스템 CPU에서 처리되는 소프트웨어 기반으로 수행된다. 웨이브가이드라고 불리는 기술은 하드웨어 음성과 같은 저장된 악기 패치를 사용하지 않고 악기 소리를 합성한다. 이는 호스트 시스템에서 더 많은 처리 능력을 사용할뿐 아니라, 이용할 수 있는 사운드 폰트의 품질과 동등한 품질을 제공하지 못한다. AWE64의 하드웨어 일부와 다르게 합성 변수를 수정할 수 없으므로, 웨이브가이드 기능의 이용은 제한되었다.
다른 개선은 신호 대 소음 비율의 향상과, AWE32 및 사운드 블라스터 16보다 전반적으로 더 나은 품질의 개선이다. 이러한 개선은 뛰어난 RCA 단자 출력을 사용하는 AWE64 골드에서 더 두드러진다. 이러한 개선은 또한 이전작에 비해 AWE64가 부품을 더 많이 통합한 것에서 비롯된다. 증가된 통합은 기판이 더 단순해지고 부품 경로가 짧아지며 소음을 떨어트리는 신호의 전달을 낮춘다.
이는 또한 AWE64의 기판의 크기를 AWE32보다 작게 할 수 있었다.
사운드 블라스터 AWE32 기판은 30핀의 고속 페이지 디램 SIMM을 설치하여 샘플 램 확장을 허용했다. 이 SIMM는 시스템 램을 포함하여 다른 많은 응용 프로그램들에 쓰였기 때문에 AWE64가 있던 기간 동안 일상적인 품목이었다. 크리에이티브는 SIMM의 판매를 제대로 관리해 내지 못하자, AWE64에서 크리에이티브는 제조되어 팔리기만 하면 되는 램 확장 모듈로 이동하였다.
이러한 메모리 브랜드는 값이 더 나갔다. 제한된 생산은 AWE64가 생산되는 동안은 AWE64의 램 용량을 늘리는 것을 어렵게 만들었다.
줄여 말해, AWE64는 기본적으로 AWE32의 리비전이었다. 부품과 출력의 품질이 개선되었고 제조 비용이 줄었다. 하드웨어의 기능은 거의 비슷했다. 기판은 AWE32의 E-mu 8000 샘플 기반 신지타이징 칩셋, E-mu 음향 처리장치, 크리에이티브 오디오 DSP, 디지털 재생 코덱을 기반으로 한다.

## 종류
AWE64의 종류는 다음과 같다.
- Value 버전 (512 킬로바이트 램)
- 표준 버전 (1 메가바이트 램)
- 골드 버전 (4 메가바이트 램 및 별도의 SPDIF 출력)
- AWE64 PCI
- AWE64D (OEM을 위한 개발된 PCI AWE64)
- AWE64 Mark II

## 참조 문헌
- Cross, Jason. ALL ABOUT AWE64, Google Groups, April 2, 1997. accessed May 4, 2007.

## 같이 보기
- 사운드 블라스터